# Singielka z L.A.
Singielka z L.A. (ang. Slightly Single in L.A.) – amerykańsko-kanadyjska komedia romantyczna z 2012 roku oparta na scenariuszu i reżyserii Christie Will.
Światowa premiera filmu miała miejsce 1 grudnia 2012 roku.

## Opis fabuły
Los Angeles. Dale (Lacey Chabert) jest piękna i przebojowa, a mimo to samotna. Powoli przestaje wierzyć w miłość. Na dodatek jej przyjaciółka wychodzi za mąż. Wkrótce w życiu dziewczyny zjawia się Zach (Kip Pardue), gwiazdor rocka. Kobieta liczy, że szczęście w końcu się do niej uśmiechnie.

## Obsada
- Lacey Chabert jako Dale Squire
- Kip Pardue jako Zach
- Mircea Monroe jako CeCe
- Jenna Dewan jako Hallie
- Jonathan Bennett jako Seven[1][2]
- Haylie Duff jako Jill[1][2]
- Carly Schroeder jako Becca
- Chris Kattan jako Drew
- Simon Rex jako J.P.